# R22 (route russe)
Pour les articles homonymes, voir M6 (homonymie).
La route régionale R22 (en russe, Р22) auparavant route Magistrale M6, surnommée route de la mer Caspienne,  est une importante voie de communication routière qui relie Moscou à la mer Caspienne.

## Présentation
Sa longueur est de 1381 kilomètres. Elle est en partie de type autoroutier.
La Magistrale M6 constitue la partie orientale de la Route européenne 119. 
Elle fait partie du réseau routier asiatique sous la numérotation AH8 (en). 
Le tronçon entre Volgograd et Astrakhan est également une partie de la Route européenne 40.
L'axe routier M6 démarre à la ceinture périphérique MKAD de Moscou en direction de Kachira dans l'Oblast de Moscou.
Elle poursuit sa route vers :
- L'Oblast de Riazan
  - Mikhaïlov,
  - Riajsk,
  - Mitchourinsk,
  - Tchaplyguine
- L'Oblast de Tambov
  - Tambov,
- L'Oblast de Voronej
  - Borissoglebsk,
  - Povorino,
- L'Oblast de Volgograd
  - Novoanninski,
  - Mikhaïlovka
  - Frolovo,
  - Volgograd.
- La république de Kalmoukie située en basse vallée de la Volga, le long de la mer Caspienne.
- L'Oblast d'Astrakhan
  - Astrakhan, ville dans laquelle la M6 termine son parcours au bord de la mer Caspienne.